# Here And Now
„Here And Now“ е седмият студиен албум на канадската рок група Никълбек. Албумът е издаден на 21 ноември 2011 г. Това е проследяването на техния мултиплатинен албум Dark Horse през 2008 г. На 26 септември, групата официално пуска два сингъла, „When We Stand Together“ и „Bottoms Up“. И двете песни са на разположение за изтегляне на 27 септември 2011 г. Първата песен на албума, „This Means War“, е издадена на 10 ноември 2011 г. като трети сингъл.

## Песни
1. This Means War 3:20
2. Bottoms Up 3:37
3. When We Stand Together 3:10
4. Midnight Queen 3:14
5. Gotta Get Me Some 3:41
6. Lullaby 3:48
7. Kiss It Goodbye 3:35
8. Trying Not To Love You 4:11
9. Holding On To Heaven 3:51
10. Everything I Wanna Do 3:27
11. Don't Ever Let It End 3:49